# 1105

## Догађаји
- 28. фебруар – Рејмонд IV умире у свом замку Монс Перегринус („Ходочасникова планина“) близу Триполија. Рејмонд оставља свог двогодишњег сина Алфонса I са трећом женом, Елвиром од Кастиље, да влада грофовијом Триполи. Рејмондов нећак Вилијам-Жордан, гроф од Сердања, постаје регент над Алфонсом. Бертран, најстарији син Рејмонда, наслеђује титулу „грофа од Тулуза“.
- 20. април – Битка код Арте: Крсташи под Танкредом, норманским принцом и регентом Антиохије, побеђују селџучку војску (око 7.000 људи) код Артаха (данашњи Рејханли). Танкред прети Алепу, престоници султана Фахра ел-Мулка Радвана, и проширује своја освајања освајањем више територија источно од реке Оронт уз мањи отпор.
- 27. август – Битка код Рамле (1105) Крсташи под краљем Балдуином I побеђују фатимидске експедиционе снаге (око 15.000 људи) код Рамле. Балдуин пљачка непријатељски логор – али не наставља даље да прогони Фатимиде. Битка се завршава последњим великим покушајем Фатимида да поврате Палестину.
- Алморавидски емир, Јусуф ибн Ташфин, шаље поморску експедицију у Палестину из Севиље да би одбио крсташе и можда повратио Јерусалим. Флота од око седамдесет бродова упада у олују у Средоземном мору и више је никада не виде.
- Боемунд I, нормански принц Антиохије, стиже у Апулију (јужна Италија) након одсуства од 9 година. Путује у Рим и упознаје папу Паскала II. Његов рођак, Руђер II, постаје гроф Сицилије. Боемунд I и папски легат Бруно путују на север Француске и посећују двор краља Филипа I („Заљубљеног“). Боемунд добија дозволу да регрутује људе широм краљевства.
- Инге Старији умире, а наследио га је његов нећак Филип као владар Шведске. Он и његов брат Инге Млађи владају краљевством заједно (до смрти Филипа 1118. године).
- 31. децембар – Хајнрих IV, цар Светог римског царства, свргнут је од стране свог сина Хајнриха V (који је краљ Немачке). Хајнрих је приморан да се одрекне круне и затворен је у замку Бекелхајм.
- Краљ Хенри I напада Нормандију, заузима Баје (након кратке опсаде) и Кан. Напредује ка Фалезу и почиње неуспешне мировне преговоре са војводом Робертом II. Хенри се повлачи како би се бавио политичким питањима у својој земљи.
- Султан Баркијарук умире у Боруџерду (данашњи Иран) након 13-годишње владавине. Наслеђује га син Малик-Шах II, али га свргава и убија његов ујак Мухамед I. Мухамед постаје владар Селџучког царства, али његов брат Ахмад Санџар (селџучки владар Хорасана) има више моћи као савладар.
- Килиџ Арслан I, султан Султаната Рум, предводи селџучку експедицију да преузме Мелитену (данашња Турска). Покушава да освоји Едесу, али крсташка тврђава је превише јако бранила њена гарнизон. Килиџ Арслан затим креће ка Харану, који му се предаје.
- Краљевство Тамна је анектирано од стране корејске династије Горјео.

## Смрти
- Википедија:Непознат датум — Ремон Тулуски, крсташ (* 1052)

- Баркијарук

- Дагоберт од Пизе

- Инге Старији

- Јован Комнин (стратег Драча)

- Марија Родригез

- Раши

- Симон Сицилијански

- Хуанг Тингђен